# Нефедово (Сидоровское муниципальное образование)
Нефедово — деревня в Грязовецком районе Вологодской области.
Входит в состав Сидоровского муниципального образования (с 1 января 2006 года по 9 апреля 2009 года входила в Лежское муниципальное образование), с точки зрения административно-территориального деления — в Лежский сельсовет.
Расстояние до районного центра Грязовца по автодороге — 36 км, до центра муниципального образования Сидорово по прямой — 15 км. Ближайшие населённые пункты — Ежово, Максимово, Крюково.
По данным переписи в 2002 году постоянного населения не было.